# PUBG Mobile
PUBG Mobile (сокращение от PlayerUnknown’s Battlegrounds Mobile) — условно-бесплатная мобильная многопользовательская онлайн-игра в жанре королевской битвы. Разработчик — LightSpeed & Quantum Studio, являющийся подразделением Tencent Games. Игра является мобильной версией оригинальной PUBG: Battlegrounds, разработанной PUBG Corporation (ныне PUBG Studios).
Релиз состоялся 19 марта 2018 года для iOS и Android.

## Игровой процесс
PUBG Mobile имеет схожий игровой процесс, аналогичный геймплею оригинальной PUBG: Battlegrounds: Главным отличием является урезанная графика в пользу оптимизации и высокая динамичность. 100 игроков или 25 команд из 4 человек сбрасывают с самолёта на Эрангель — остров, захваченный Советским Союзом в Чёрном море, на котором должен остаться один победитель или команда. Перед матчем можно набрать в команду друзей, а также выбрать карту, на которой будет происходить битва.
Также, в дополнение к классическому режиму, в игре присутствуют дополнительные режимы, такие как: «Арена», Metro Royale и, начиная с новых версий, режим W.O.W. Metro Royale — загадочное место, где игроки исследуют тайные и тёмные места с множеством припасов и врагов; посещая подземелья этого мира, игроки улучшают свой арсенал и прокачивают свой уровень славы, открывая новые возможности игры и улучшенные припасы. «Арена» — режим, где команда из четырёх или из восьми человек противостоит другой команде (битвы 4 на 4, 8 на 8). Игроки оттачивают свои навыки и демонстрируют свои умения. Игрок на «Арене» имеет свой EVO Уровень, который разблокирует новые возможности и боеприпасы. W.O.W — режим, где игроки могут строить и публиковать свои карты на основе имеющихся (Эрангель, Ливик, Санук, Мирамар, Каракин, Викенди и других).

## Разработка
По сообщениям Tencent Games, PUBG Mobile был создан за четыре месяца.

## Выпуск
Бета-тестирование игры началось 15 и 16 марта 2018 года для Android и iOS соответственно. После положительных отзывов, Tencent Games и PUBG Corporation (ныне PUBG Studios) объявили о выпуске игры в Google Play и Apple App Store 19 марта 2018 года.

## Восприятие

### Отзывы критиков
| Сводный рейтинг    | Сводный рейтинг |
| Агрегатор          | Оценка          |
| ------------------ | --------------- |
| Metacritic         | iOS: 82/100     |
| Иноязычные издания |                 |
| Издание            | Оценка          |
| GameSpot           | 8/10            |
| IGN                | 8,7/10          |
| Jeuxvideo.com      | 16/20           |
| Metro Game Central | 9/10            |
| Pocket Gamer       | [ 10 ]          |

Рецензент из IGN написал, что «в шутере Battle Royale ничто не заменит точность мыши и клавиатуры или привлекательность консоли, но PUBG Mobile — это техническое чудо». На сайте Polygon отметили, что это «неожиданно хороший порт для iOS и Android».

### Загрузки
PUBG Mobile стала второй самой скачиваемой мобильной игрой 2018 года, набрав почти 300 миллионов загрузок по всему миру. Больше всего игру скачали в Китае, на него приходилось 29 % загрузок игры; за ним следуют Индия и США, обе страны составляют около 10 % (30 миллионов) скачиваний. Это была самая устанавливаемая игра в жанре Battle Royale в 2018 году: примерно на 200 миллионов больше скачиваний, чем у Fortnite, у которого было 82 миллионов загрузок. В 2019 году PUBG Mobile достиг 555 миллионов скачиваний по всему миру, из которых Индия насчитывает 116 миллионов (21 %), Китай — 108 миллионов (19 %), США — 42 миллиона (8 %). К декабрю того же года загрузки игры пересекли 600 миллионов. В июле 2020 года его скачали уже 734 миллиона раз. В марте 2021 года сообщалось, что с момента выпуска PUBG Mobile накопил 1 миллиард загрузок за пределами Китая.

### Доход
PUBG Mobile собрал 3,58 миллиардов йен (32,42 миллиона долларов) в Японии за 2018 год. В августе 2020 года игра собрала уже более 3,5 миллиардов долларов выручки. За 2020 год она заработала 2,6 миллиарда долларов, что сделало её самой прибыльной игрой года, а к декабрю общий доход достиг 4,3 миллиарда долларов. К марту 2021 года PUBG Mobile собрал 5,1 миллиардов долларов. По состоянию на август 2021 года весь доход игры по всему миру составляет 6,2 миллиарда долларов.

### Награды и номинации
| Год  | Награда                               | Категория                           | Результат | Пр.    |
| ---- | ------------------------------------- | ----------------------------------- | --------- | ------ |
| 2018 | Golden Joystick Awards                | Мобильная игра года                 | Победа    | [ 23 ] |
| 2018 | The Game Awards 2018                  | Лучшая мобильная игра               | Номинация | [ 24 ] |
| 2018 | Gamers’ Choice Awards                 | Любимая мобильная игра фанатов      | Номинация | [ 25 ] |
| 2019 | Italian Video Game Awards             | Лучшая мобильная игра               | Номинация | [ 26 ] |
| 2019 | Golden Joystick Awards                | Киберспортивная игра года           | Номинация | [ 27 ] |
| 2019 | Google Play Users’ Choice Awards      | Лучшая соревновательная игра        | Победа    | [ 28 ] |
| 2019 | Nickelodeon Kids' Choice Awards India | Любимая мобильная игра              | Номинация | [ 29 ] |
| 2019 | Esports Awards                        | Киберспортивная прорывная игра года | Номинация | [ 30 ] |
| 2020 | Indonesia Gaming Awards               | Игра года                           | Победа    | [ 31 ] |
| 2020 | Esports Awards                        | Киберспортивная мобильная игра года | Номинация | [ 32 ] |
| 2021 | Esports Awards                        | Киберспортивная мобильная игра года | Номинация | [ 33 ] |
| 2022 | Esports Awards                        | Киберспортивная мобильная игра года | Победа    | [ 34 ] |

### Скандалы
2 сентября 2020 года Министерство электроники и информационных технологий правительства Индии запретило игру PUBG Mobile в Индии. После этого Tencent Games прекратило поддержку пользователей в Индии, ограничив доступ к PUBG Moblie и PUBG Mobile Lite 30 октября 2020 года. Права на распространение игры в Индии были возвращены владельцу интеллектуальной собственности PUBG, компании Krafton.
6 мая 2021 года Krafton объявила о перезапуске игры в Индии после запрета. Krafton напрямую распространяет игру в стране вместо Tencent под новым названием Battlegrounds Mobile India.

## PUBG Mobile Lite
PUBG Mobile Lite — упрощённый вариант игры, сделанный для более слабых мобильных устройств. Первый выпуск состоялся 24 января 2019 в Таиланде. Эта версия будет работать на устройстве с объёмом оперативной памяти не менее 1 ГБ. Lite-версия была выпущена только в определённых регионах, включая страны Латинской Америки, Азии и Африки. Игра недоступна в США, Великобритании и Австралии. В этой версии карта имеет уменьшенный размер, 2 × 2, ограниченный выбор оружия и в матче могут участвовать до 60 игроков вместо 100.